# Yeni Şıxımlı
Yeni Şıxımlı è un comune dell'Azerbaigian situato nel distretto di Kürdəmir. 